# ジャン＝マリー・コロー・デルボワ
ジャン＝マリー・コロー・デルボワ（Jean-Marie Collot d'Herbois、1749年6月19日 - 1796年1月8日）は、フランスの革命指導者。恐怖政治をより推進する立場でテルミドールのクーデターに協力し、ロベスピエールを失脚させた。

## 略歴
パリで金銀細工職の子として生まれる。劇団に入り、俳優・劇作家として各地を巡業し人気を得た。フランス革命が勃発すると職業柄鍛えられた発声法による扇動的演説は、革命の士気鼓舞に貢献した。パリ・コミューンの一員となり九月虐殺に加担。1792年8月10日後、パリ選出議員となって国民公会ではモンターニュ派に属した。
1793年には公安委員会に入り、ビョー・ヴァレンヌとともに極左分子で、エベール派とは協力関係にあった。反革命派の反乱（リヨンの反乱）を鎮圧するため、ジョゼフ・フーシェと共に国民公会からリヨンへ派遣され大虐殺をおこなった。
しばらくして情勢が変わると、この責任を問われることを恐れ、反ロベスピエール派のタリアンやバラスらと共謀してテルミドールのクーデターに参加する。1794年5月22日午前1時に暗殺者アドミラルから銃撃2発を受けるが未遂に終わる。1794年7月27日に開かれた国民公会では議長としてサン＝ジュストらロベスピエール派の発言を封じ、そうしておいてタリアンがロベスピエールを告発し、議員らがそれを支持した。これで満場一致でロベスピエール派を逮捕「法の外へ置く」ことが可決された。ロベスピエール、サン＝ジュストらは翌日、断頭台へ上った。
しかしテルミドール反動が始まると、モンターニュ派の残党として真っ先に標的になり、恐怖政治の責任を追及され、テルミドール派によってギアナに流刑され、同地にて黄熱病に罹り亡くなった。